# Комитет Совбеза ООН по санкциям в отношении ИГИЛ и «Аль-Каиды»
Комитет Совбеза ООН по санкциям в отношении ИГИЛ и «Аль-Каиды»  отвечает за реализацию международных санкций против данных террористических организаций. Был изначально создан 15 октября 1999 года как Комитет по санкциям против «Аль-Каиды» и Талибана, в соответствии с резолюцией 1267 Совета Безопасности ООН, признавшей их террористическими организациями. После создания резолюцией 1989 отдельного Комитета по санкциям против Талибана 17 июня 2011 года, он был переименован в «Комитет по санкциям против „Аль-Каиды“». Сфера действия санкционного режима была расширена на Исламское государство 17 декабря 2015 года в соответствии с резолюцией 2253.

## Руководство и деятельность
Председателем Комитета по санкциям в отношении ИГИЛ и «Аль-Каиды» является Ванесса Фрейзер (Мальта). 
На основании постуающей информации, Комитет регулярно пополняет список находящихся под санкциями лиц и организаций, связанных с ИГИЛ и «Аль-Каидой». 
Омбудсмен Совбеза ООН, назначенный на основании его резолюции 1904, помогает Комитету в рассмотрении запросов на исключение из санкционного списка. В данный момент должность омбундсмена занимает Ричард Маланджум (Малайзия).

### Комментарии
1. ↑  Полное официальное название: «Комитет Совета Безопасности, учрежденный резолюциями 1267[англ.] (1999), 1989[англ.] (2011) и 2253[англ.] (2015) по ИГИЛ (ДАИШ), „Аль-Каиде“ и связанным с ними лицам, группам, предприятиям и организациям».